# Dumbo-oren

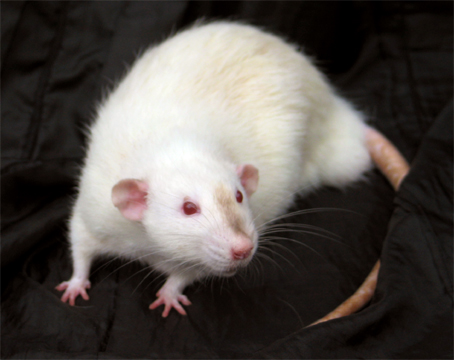
Tamme rat met dumbo-oren

Dumbo-oren is een genetische afwijking bij ratten die leidt tot grote, laagingeplante oren. Het recessieve gen (du) dat dumbo-oren veroorzaakt, moet bij beide ouders aanwezig zijn om jongen te krijgen met dumbo-oren. De afwijking is genoemd naar het olifantje Dumbo.
Omdat dumbo-oren een populair kenmerk was bij ratjes, heeft men door veelvuldige inteelt veel van dit soort dumbo ratjes gefokt. In 2004 kwam, door onverantwoord fokken, het dumbo-gen (dudu) vaak voor, samen met een aantal ernstige erfelijke ziekten.
Sinds 2006 is duidelijk dat de afwijkingen, zoals beschreven, niet speciaal samenhangen met de oorstand. Er is zelfs helemaal geen bewijs gevonden dat de oorstand invloed heeft op de gezondheid van de rat. Ratten met dumbo-oren hebben voor veel mensen een lieflijker uiterlijk, waardoor ze populairder zijn dan ratten met normale oren. Er is echter geen verschil in karakter.